# 森合
森合（もりあい）は、福島県福島市の大字である。郵便番号は960-8003。

## 地理
福島市中心市街地北西部に位置し、市内清水地区に属する。北で泉と、北東で御山と、東で南平、森合町と、南東で曽根田町、三河北町と、南で野田町と、西で南沢又とそれぞれ隣接する。町村制施行以前の森合村の流れを汲む地域である。福島市街地に隣接する住宅地として多くの人口を抱える。上町に所在する 福島警察署及び泉に所在する福島消防署清水分署がそれぞれ管轄にあたる。

### 山
- 信夫山 - 南西側の山麓が属する。
- 一盃森

### 河川
- 祓川

### 主な字
- 一盃森
- 後口
- 上古屋
- 上森合
- 上柳内
- 川前
- 蒲原
- 北向
- 北向山
- 北谷地
- 久保田
- 高野
- 小松原
- 下り
- 清水
- 丹波谷地
- 丹波谷地前
- 台
- 台ノ前
- 戸ノ内
- 中川
- 中谷地
- 西中川
- 西平山
- 西向山
- 西谷地
- 西養山
- 東上古屋
- 日向山
- 前田
- 的場
- 道端
- 南上古屋
- 南戸ノ内
- 南向山
- 森下
- 屋敷下
- 屋敷中
- 谷地
- 柳内
- 山根
- 山ノ下
- 割石

## 歴史
- 1889年（明治22年）4月1日 - 町村制の施行により信夫郡清水村が発足。旧森合村域は清水村の大字となる。
- 1947年（昭和22年）3月10日 - 清水村が福島市に編入され、福島市森合となる。

## 世帯数と人口
2022年（令和4年）3月31日現在の世帯数と人口は以下の通りである。
| 大字 | 世帯数   | 人口   |
| ---- | -------- | ------ |
| 森合 | 3256世帯 | 6954人 |

## 小・中学校の学区
市立小・中学校に通う場合、学区は以下の通りとなる。
| 番地                                                                            | 小学校             | 中学校                 |
| ------------------------------------------------------------------------------- | ------------------ | ---------------------- |
| 字蒲原、清水、後口の全域及び 市道明神前堀ノ内線より西側の高野、南上古屋、上古屋 | 福島市立森合小学校 | 福島市立清水中学校     |
| 上記を除く                                                                      | 福島市立森合小学校 | 福島市立福島第四中学校 |

## 交通

### 鉄道
- 東日本旅客鉄道
  - 東北本線
  - 東北新幹線
    - 信夫山トンネル

  - 奥羽本線（山形新幹線） - 域内南端
- 福島交通
  - 飯坂線
    - 美術館図書館前駅

### 道路
- 福島県道3号福島飯坂線
- 福島市道27号方木田茶屋下線 - 路線計画のみ
- 福島市道28号太平寺山口線
- 福島市道154号明神前堀ノ内線
- 福島市道155号野田森合線

### バス
福島交通路線バス
- （福島駅方面） - 県立美術館入口 - 森合緑地公園 -  （福島市役所・大町方面）
  - 市内循環1コース
  - 市内循環2コース
  - 蓬莱スクール循環
  - メロディバス
- （福島駅方面） - 森合 - 工業高校前 - 道下 - （大笹生・中野方面）
  - 中野
  - 南沢又経由北沢又
  - 北沢又経由十六沼公園
  - 蓬莱小経由荒古屋・医大
  - 蓬莱小経由大笹生・医大
- （福島駅方面） - 森合屋敷中 - 西中川 - 正眼寺 - ふたつやま公園前 - 森合高野 - 森合南公園 - （森合団地・ヨークベニマル福島西店）
  - 森合団地

## 施設
- 福島県立美術館
- 福島県立図書館
- 福島県立福島工業高等学校
- 福島市立森合小学校
- 森合運動公園
  - 福島市庭球場
  - 福島市森合市民プール
  - 福島市弓道場
- ふたつやま公園
- 森合緑地公園
- 森合郵便局
- 臨済宗正眼寺
- 真言宗極楽寺
- 福島成田山不動院
- コープふくしま いずみ店